# 1993 BN
1993 BN är en asteroid i huvudbältet som upptäcktes den 20 januari 1993 av den japanska astronomen Takeshi Urata vid Nihondaira-observatoriet.
Asteroiden har en diameter på ungefär 5 kilometer.